# Dysdera castillonensis
Dysdera castillonensis és una espècie d'aranya araneomorfa de la família dels disdèrids (Dysderidae). Fou descrita per primera vegada l'any 1996 per M. A. Ferrández.
L'holotip es va trobar a Albocàsser (Alt Maestrat). No apareix cap subespècie llistada en el World Spider Catalog.